# Царска палата Шаркамен
Царска палата Шаркамен је касноантички резиденцијални меморијални комплекс настао крајем 3. и почетком 4. века, у периоду римске власти који је познат под називом тетрархија - владавина четворице. Палата се налази у источној Србији, на десној обали Врелске реке, у близини села Шаркамен, двадесетак километара од Неготина. Назив археолошког локалитета потиче од Врелске реке која извире у пећини на око километар од некадашње палате.
Читав архитектонски комплекс се простире на површини од 25 хектара на веома стрмој левој обали реке Врело, због чега је већи део простора морао да се насипа и нивелише.
Прве писане трагове о локалитету оставио је аустроугарски писац Феликс Каниц 1889. године, а 1947. је архитекта Ђурђе Бошковић скицирао комплетно налазиште.
Саградио је римски цар, Максимин Даја, који је желео да у свом родном месту остави траг и сећање на њега. Попут Галерија који је изградио гамзиградску Феликс Ромулијану, и Даја је у свом завичају почео да гради палату која ће представљати његову величину.
Историчари су мислили да Максимин Даја царску палату, због ране смрти никада није завршио. Међутим, 1996. године археолози су под руководством академика Драгослава Срејовића на локалитету Врело Шаркамен открили царску палату и гробницу жене високог ранга, у којој је пронађено шест комада царског златног накита. Огрлице, прстење, плочице и златници у то време процењени су на 1,3 милиона немачких марака. Гробница жене високог ранга, припадала је царској породици, а све указује на то да је била сестра императора Галерија, мајка Максимина Даје. У Шаркамену је пронађена једна од само четири царске палате које се налазе ван Рима. Царска палата, баш као и данас, била је удаљена од трговачких путева, комуникација.

## Галерија
- Царска палата
- Царска палата, остаци зидина
- Царска палата, остаци зидина
- Царска палата, реконструкција остатака зидина
- Царска палата, реконструкција зидина

- Carska palata Šarkamen
- Carska palata - na mauzoleju
- Carska palata pogled na mauzolej
- Carska palata pristup mauzoleju
- Carska palata pomoćne zgrade
- Carska palata zidine kule
- Carska palata rekonstrukcija